# Одельский сельсовет
Одельский сельсовет (бел. Адэльскі сельсавет) — административная единица на территории Гродненского района Гродненской области Республики Беларусь.

## Состав
Одельский сельсовет включает 20 населённых пунктов:
- Бакуны — деревня.
- Брузги — деревня.
- Гребени — деревня.
- Большое Демидково — деревня.
- Дубница — хутор.
- Ивановцы — деревня.
- Клинчаны — деревня.
- Клочки — деревня.
- Кулёвцы — деревня.
- Малое Демидково — деревня.
- Минковцы — хутор.
- Мишкеники — деревня.
- Новодель — хутор.
- Одельск — агрогородок.
- Песли — деревня.
- Подлипки — деревня.
- Радевичи — деревня.
- Скребляки — деревня.
- Стародубовая — деревня.
- Струбка — деревня.